# Betlémské náměstí
Betlémské náměstí se nachází v Praze 1 na Starém Městě. Jeho dominantou je Betlémská kaple.

## Historie
Na místě dnešního náměstí stával ve středověku původně románský kostel svatých Filipa a Jakuba, později přestavěný goticky, obklopený hřbitovem. Na nároží náměstí a Konviktské ulice stávala u domu čp. 257 zvonice.
V těsném sousedství kostela byla roku 1391 postavena Betlémská kaple. Původně sloužila pro kázání reformních kněží z nichž nejvýznamnější byl Jan Hus. V 17. století přešla do správy jezuitů. Na severním konci Husovy ulice byla 9. listopadu 1717 zřízena první inženýrská škola v Praze, Stavovská inženýrská škola.

## Popis
Náměstí má tvar protáhlý směrem od západu k východu. Je ze všech stran obklopeno domy, pokryto dlažbou a uzavřeno pro automobilový provoz kromě dopravní obsluhy. Na jižní straně se nachází studna s pumpou.

## Významné objekty
- Betlémská kaple
- Dům U Halánků – palírna lihu, čp. 269/I: Náprstkovo muzeum, součást Národního muzea
- Dům kazatelů Betlémské kaple, čp. 256/I – Galerie Jaroslava Fragnera
- Nárožní dům čp. 1004/I - č.o.9, bydlel zde architekt Josef Schulz
- Dům Na Rybárně čp. 258/I – původně středověká fara filipojakubského kostela, přestavěný v baroku zřejmě od Giovanni Battisty Alliprandiho, s pamětní deskou od sochaře Josefa Maudera, připomínající narození „malíře Černohorek“ Jaroslava Čermáka
- půdorys zrušeného filipojakubského hřbitova – vyznačen odlišným dlážděním chodníku

## Fotogalerie

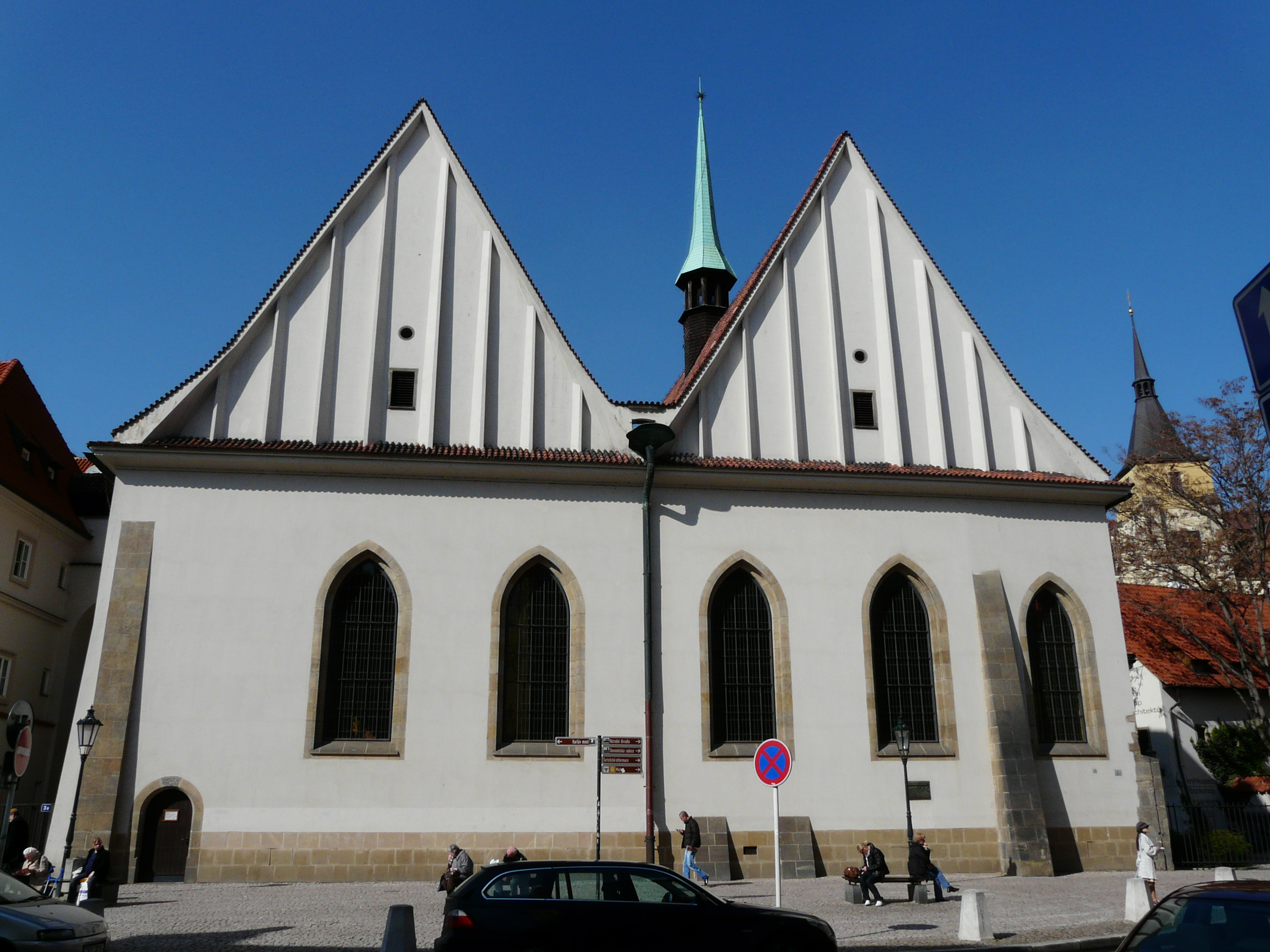
Betlémská kaple na Betlémském náměstí.
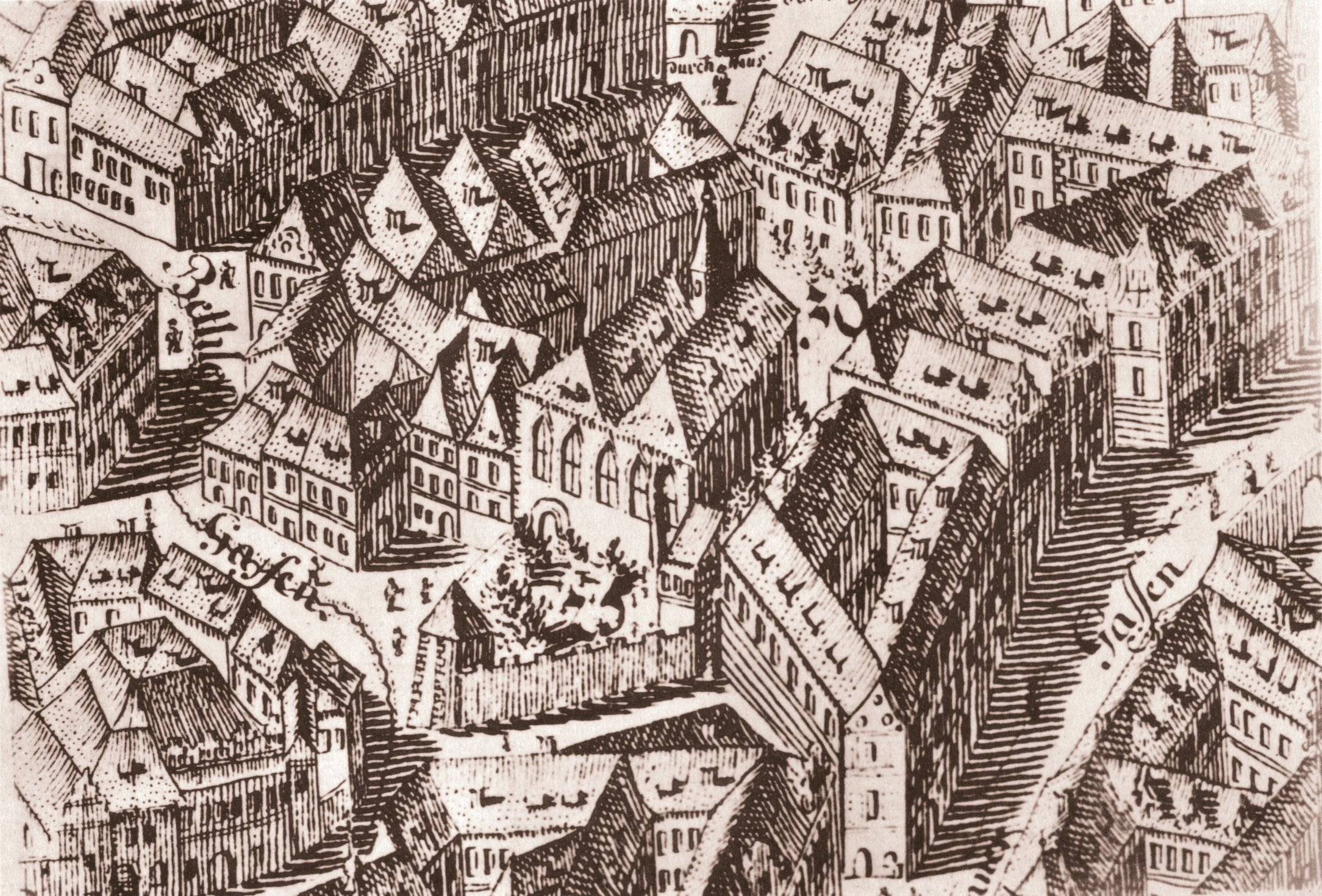
Betlémské náměstí a Betlémská kaple na rytině J. D. Hubera z let 1765-1769
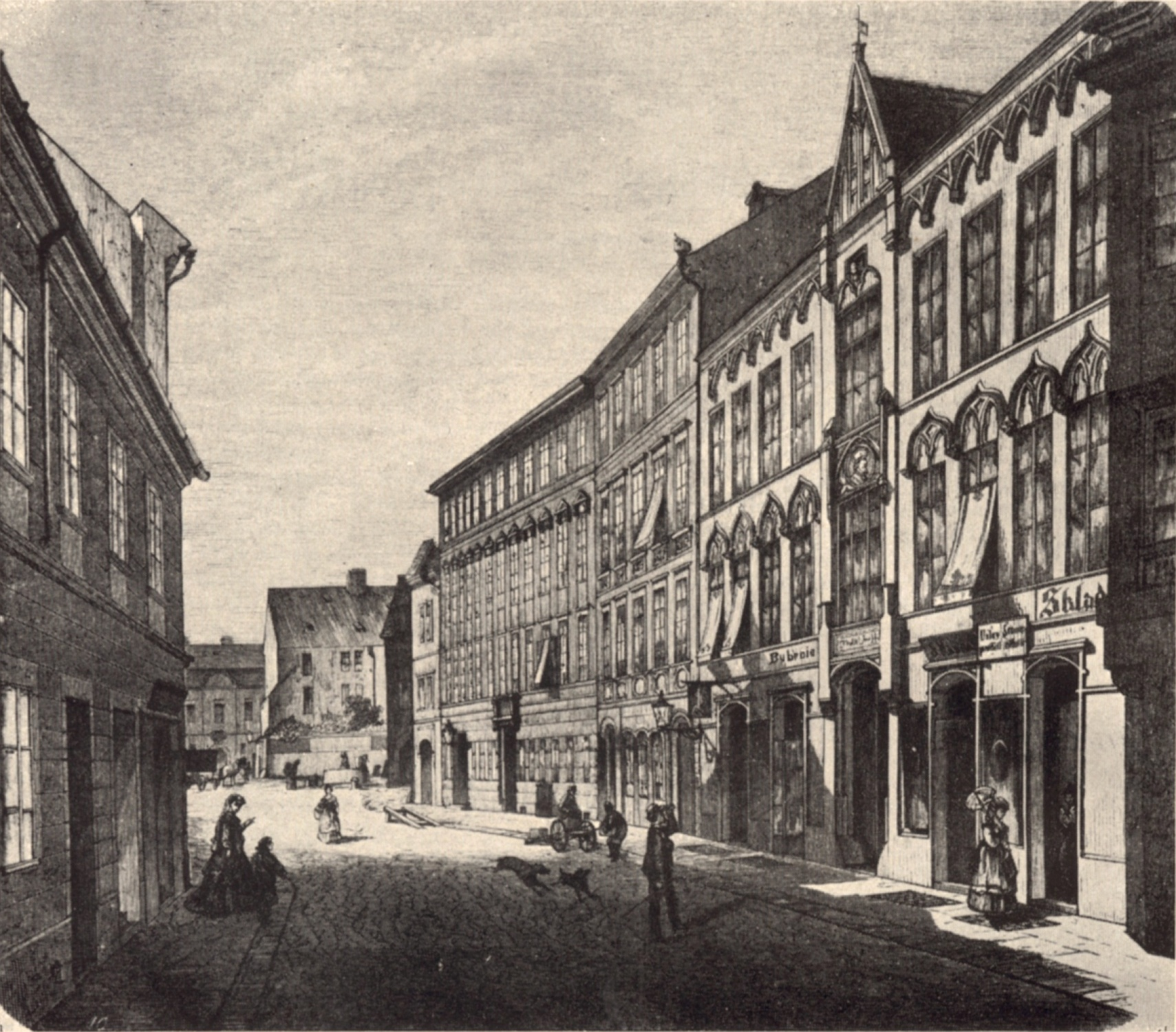
Pohled na Betlémské náměstí v roce 1869
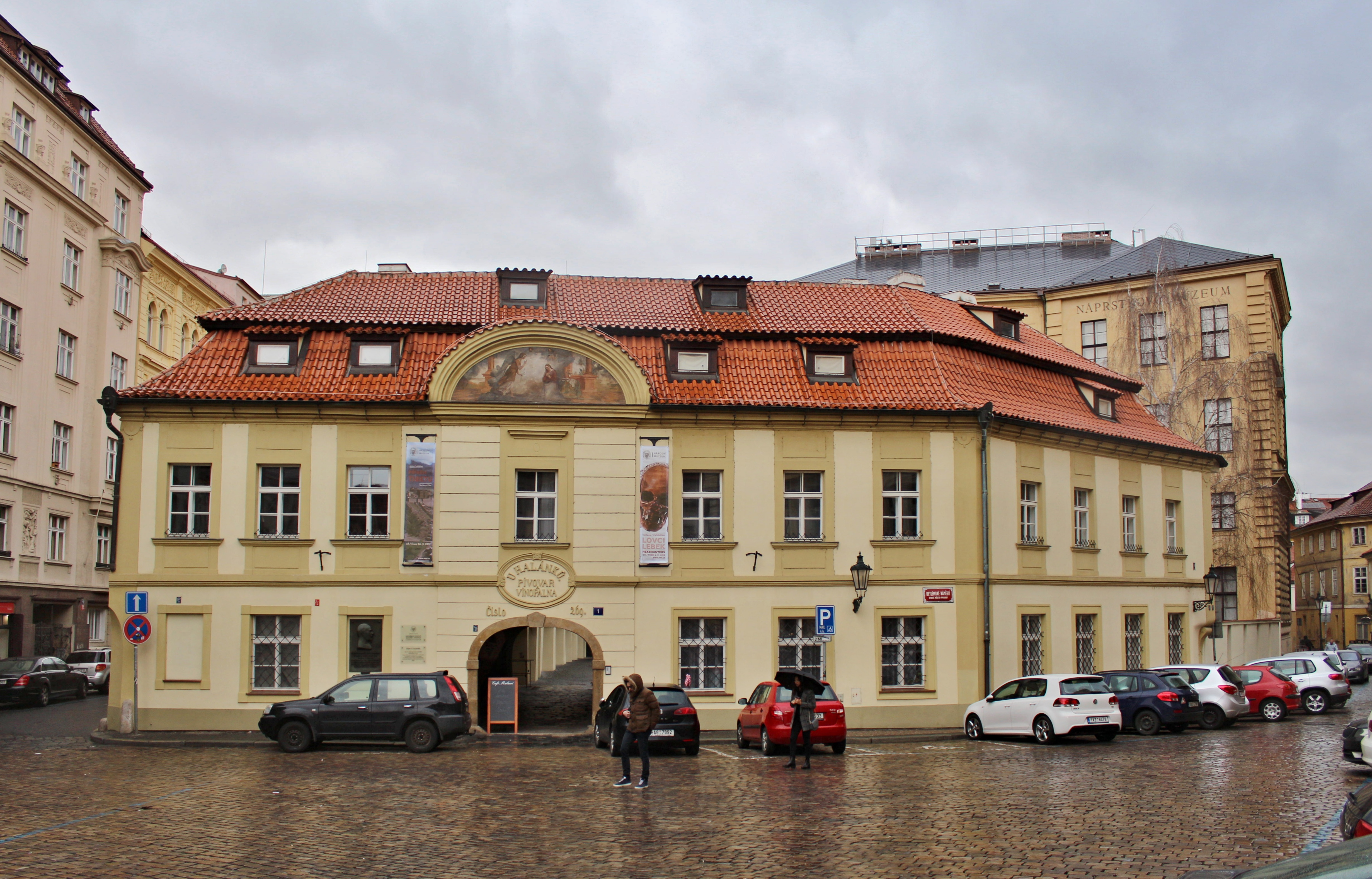
Dům U Halánků, dnes Náprstkovo muzeum asijských, afrických a amerických kultur
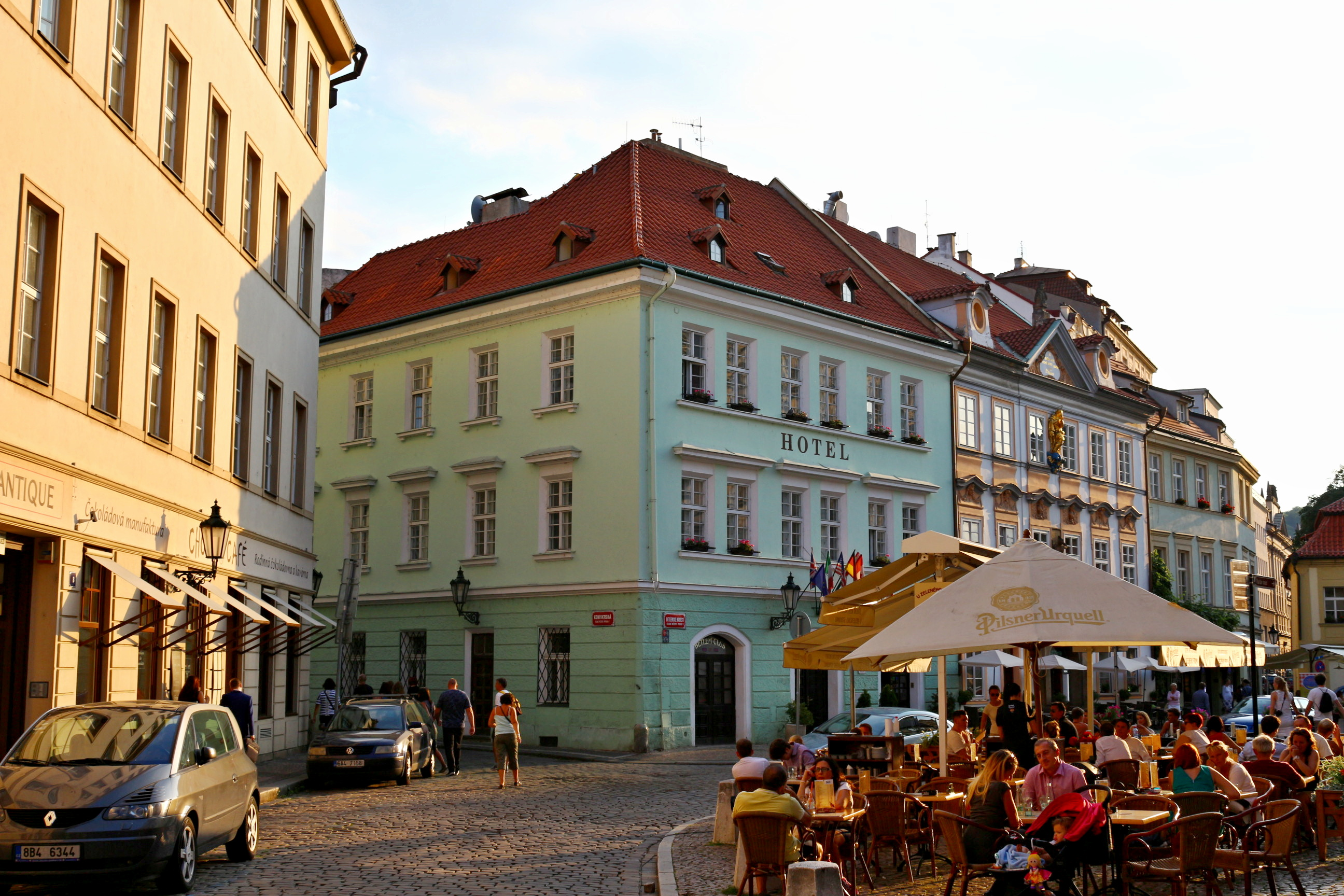
Betlémské náměstí